# Теј
Теј (енгл. River Tay) је река у Уједињеном Краљевству, у Шкотској. Дуга је 188 km. Улива се у Северно море. 